# Joan Estelrich
Joan Estelrich Artigues (Felanitx, 1896-París, 1958) fue un escritor, activista cultural, propagandista y político español.

## Biografía
Nació en 1896 en la localidad mallorquina de Felanitx. Catalanista conservador y miembro de la Lliga Regionalista, obtuvo escaño de diputado por la circunscripción de Gerona en las elecciones de 1931, 1933 y 1936, durante la Segunda República. Al estallar la guerra civil pasó a apoyar a los sublevados y trabajó como propagandista de dicho bando desde París como director de la revista Occident, financiada por Francisco Cambó.
Estelrich, que durante la dictadura franquista fue delegado en la Unesco, falleció en 1958 en París. Casado con Anna March, fue padre del cineasta Juan Estelrich March y también tuvo una hija, en una relación extramatrimonial, con Paulina Pi de la Serra.